# Centre de ressources technologiques
Pour les articles homonymes, voir CRT.
Un Centre de Ressources Technologiques ou CRT, est un label qualité français pour une structure d'appui technologique aux entreprises.
La procédure de reconnaissance CRT, visant à la qualification des structures d'appui technologique aux entreprises, a été mise en place en 1996 conjointement par le ministère chargé de la recherche et le ministère chargé de l'industrie. Elle a pour objectif de fournir aux PME-PMI la garantie que la structure à laquelle ils s'adressent est capable de leur apporter des réponses adaptées et de qualité en matière de prestation technologique sur mesure.
L'objectif d'un CRT est donc d'apporter aux PME-PMI des prestations technologiques sur mesure.
Généralement leur forme juridique est une association à but non lucratif mais dernièrement d'autres formes juridiques plus adaptées à l'activité de ces structures voient le jour.

## Que reconnaît ce label?
La qualification de CRT est attribuée aux structures capables de répondre avec professionnalisme aux besoins des PME/PMI.
Un cahier des charges, établi avec l'AFNOR, décrit les conditions minimales requises à obtenir ce "label qualité".
Trois caractéristiques des CRT sont décrites comme essentielles :
- professionnalisme dans l'exécution des prestations réalisées, en particulier en termes de résultats, coût, délai et confidentialité,
- réalisation de prestations sur mesure pour les entreprises
- les prestations doivent concerner des projets innovants des PME-PME.

Il s'agit de transfert de technologie de la recherche vers les entreprises. Ceci implique un contact permanent avec des laboratoires de recherche académique.

## Qui délivre ce label?
Une Commission nationale composée 
- de représentants du Ministère de la recherche
- de l'AFNOR
- d'industriels
- de représentants des structures de transfert de technologie

## Liste des CRT
Au 1er janvier 2022, Il y a 64 CRT labellisés. La liste est disponible sur le site du Ministère de l'Enseignement Supérieur et de la Recherche:
liste-des-crt-2022-17717.pdf (enseignementsup-recherche.gouv.fr)

## Les CRT et le Crédit d'impôt recherche (CIR)
Les dépenses exposées pour la réalisation d'opérations de recherche, confiées à des organismes de recherche publics, à des universités, à des centres techniques industriels (CTI), à des organismes de recherche privés ou à des experts scientifiques ou techniques sont retenues pour déterminer la base du crédit d'impôt. Ces dépenses engagées doivent correspondre à la réalisation de véritables opérations de R&D, nettement individualisées.
Les CRT relèvent d'un statut de droit privé et ne sont pas considérés, à l'instar des CTI, comme des organismes de recherche publics. Ils doivent donc être en possession d'un agrément délivré par le MESR. Mais, contrairement aux CTI et aux organismes de recherche publics, les dépenses de R&D qui sont confiées aux CRT ne peuvent être retenues pour le double de leur montant dans l'assiette du CIR.
Pour des raisons de simplification administrative, le MESR considère que la demande déposée auprès de ses services pour l'obtention du label CRT, vaut également demande pour l'obtention de l'agrément au titre du CIR sans avoir à constituer de dossier administratif.

Lorsque le label CRT est attribué, l'organisme de droit privé se voit adresser par le MESR une décision d'agrément au titre du CIR pour la même durée 
 (avril 2016).
.